# Scottish Premiership 2023-24
La Scottish Premiership 2023-24 fue la 11.ª edición de la Scottish Premiership y la 127.ª edición de la máxima categoría del fútbol profesional en Escocia. La temporada comenzó el 5 de agosto de 2023 y terminó el 19 de mayo de 2024.

## Formato
Los 12 equipos participantes jugaron entre sí todos contra todos tres veces totalizando 33 partidos cada uno. Al término de la fecha 33, los 6 primeros clasificados pasaron al Grupo por el campeonato y los 6 restantes pasaron al Grupo por la permanencia.
En el grupo por el campeonato los 6 equipos jugaron entre sí todos contra todos una vez totalizando 38 partidos cada uno. Al término de la fecha 38, el primer clasificado se coronó campeón y obtuvo un cupo para la fase de liga de la Liga de Campeones de la UEFA 2024-25, mientras que el segundo lo hizo para la tercera ronda clasificatoria de la misma. Por su parte, el tercero obtuvo un cupo para la Liga Europa de la UEFA 2024-25 y el cuarto lo hizo para la Liga Conferencia de la UEFA 2024-25. Además, se otorgará un cupo para la Liga Europa de la UEFA 2024-25, que fue asignado para el campeón de la Copa de Escocia 2023-24.
En el grupo descenso los 6 equipos jugaron entre sí todos contra todos una vez totalizando 38 partidos cada uno. Al término de la fecha 38, el penúltimo clasificado jugó la serie por la permanencia contra el ganador de un campeonato reducido entre los equipos ubicados del segundo al cuarto lugar del Scottish Championship 2023-24 por un lugar en la próxima temporada, y el último clasificado descendió directamente al Scottish Championship 2024-25.

## Relevos
| Pos. | Descendidos de la Scottish Premiership 2022-23 |
| ---- | ---------------------------------------------- |
| 12º  | Dundee United                                  |

| Pos. | Ascendidos de la Scottish Championship 2022-23 |
| ---- | ---------------------------------------------- |
| 1º   | Dundee                                         |

## Equipos participantes

### Información de los equipos
| Equipo              | Ciudad     | Entrenador        | Estadio            | Capacidad |
| ------------------- | ---------- | ----------------- | ------------------ | --------- |
| Aberdeen            | Aberdeen   | Peter Leven       | Pittodrie Stadium  | 20 866    |
| Celtic              | Glasgow    | Brendan Rodgers   | Celtic Park        | 60 411    |
| Dundee              | Dundee     | Tony Docherty     | Dens Park          | 11 775    |
| Heath of Midlothian | Edimburgo  | Frankie McAvoy    | Tynecastle Park    | 19 852    |
| Hibernian           | Edimburgo  | Lee Johnson       | Easter Road        | 20 421    |
| Kilmarnock          | Kilmarnock | Derek McInnes     | Rugby Park         | 17 889    |
| Livingston          | Livingston | David Martindale  | Almondvale Stadium | 9 713     |
| Motherwell          | Motherwell | Stuart Kettlewell | Fir Park           | 13 677    |
| Rangers             | Glasgow    | Philippe Clement  | Ibrox Stadium      | 50 817    |
| Ross County         | Dingwall   | Malky Mackay      | Victoria Park      | 6541      |
| St. Johnstone       | Perth      | Steve MacLean     | McDiarmid Park     | 10 696    |
| St. Mirren          | Paisley    | Stephen Robinson  | St. Mirren Park    | 7937      |

## Primera fase

### Clasificación
| Pos. | Equipo              | Pts. | PJ | G  | E  | P  | GF | GC | Dif. | Clasificación 2023-24    |
| ---- | ------------------- | ---- | -- | -- | -- | -- | -- | -- | ---- | ------------------------ |
| 1    | Celtic              | 78   | 33 | 24 | 6  | 3  | 80 | 26 | +54  | Grupo por el campeonato  |
| 2    | Rangers             | 75   | 33 | 24 | 3  | 6  | 72 | 23 | +49  | Grupo por el campeonato  |
| 3    | Heart of Midlothian | 62   | 33 | 19 | 5  | 9  | 46 | 34 | +12  | Grupo por el campeonato  |
| 4    | Kilmarnock          | 51   | 33 | 13 | 12 | 8  | 43 | 34 | +9   | Grupo por el campeonato  |
| 5    | St. Mirren          | 43   | 33 | 12 | 7  | 14 | 38 | 43 | −5   | Grupo por el campeonato  |
| 6    | Dundee              | 41   | 33 | 10 | 11 | 12 | 44 | 54 | −10  | Grupo por el campeonato  |
| 7    | Hibernian           | 39   | 33 | 9  | 12 | 12 | 44 | 51 | −7   | Grupo por la permanencia |
| 8    | Motherwell          | 37   | 33 | 8  | 13 | 12 | 46 | 51 | −5   | Grupo por la permanencia |
| 9    | Aberdeen            | 35   | 33 | 8  | 11 | 14 | 35 | 49 | −14  | Grupo por la permanencia |
| 10   | St. Johnstone       | 31   | 33 | 7  | 10 | 16 | 24 | 46 | −22  | Grupo por la permanencia |
| 11   | Ross County         | 30   | 33 | 7  | 9  | 17 | 32 | 56 | −24  | Grupo por la permanencia |
| 12   | Livingston          | 18   | 33 | 3  | 9  | 21 | 22 | 59 | −37  | Grupo por la permanencia |

Actualizado a los partidos jugados el 17 de abril de 2024.
 Fuente: Soccerway
Criterios de clasificación: Puntos · Diferencia de goles · Goles a favor · Enfrentamientos directos · Diferencia de goles en enfrentamientos directos · Desempate por campeonato o descenso.

## Grupo por el campeonato

### Clasificación
| Pos. | Equipo              | Pts. | PJ | G  | E  | P  | GF | GC | Dif. | Clasificación 2024-25                       |
| ---- | ------------------- | ---- | -- | -- | -- | -- | -- | -- | ---- | ------------------------------------------- |
| 1    | Celtic (C)          | 93   | 38 | 29 | 6  | 3  | 95 | 30 | +65  | Fase de liga de la Liga de Campeones        |
| 2    | Rangers             | 85   | 38 | 27 | 4  | 7  | 87 | 32 | +55  | Tercera ronda de la Liga de Campeones       |
| 3    | Heart of Midlothian | 68   | 38 | 20 | 8  | 10 | 54 | 42 | +12  | Ronda de play-off de la Liga Europa         |
| 4    | Kilmarnock          | 56   | 38 | 14 | 14 | 10 | 46 | 44 | +2   | Segunda ronda de la Liga Europa             |
| 5    | St. Mirren          | 47   | 38 | 13 | 8  | 17 | 46 | 52 | −6   | Segunda ronda de la Liga Europa Conferencia |
| 6    | Dundee              | 42   | 38 | 10 | 12 | 16 | 49 | 67 | −18  |                                             |

Actualizado a los partidos jugados el 18 de mayo de 2024.
 Fuente: Soccerway
Criterios de clasificación: Puntos · Diferencia de goles · Goles a favor · Enfrentamientos directos · Diferencia de goles en enfrentamientos directos · Desempate por campeonato o descenso.

## Grupo por la permanencia

### Clasificación
| Pos. | Equipo          | Pts. | PJ | G  | E  | P  | GF | GC | Dif. | Clasificación 2024-25               |
| ---- | --------------- | ---- | -- | -- | -- | -- | -- | -- | ---- | ----------------------------------- |
| 1    | Aberdeen        | 48   | 38 | 12 | 12 | 14 | 48 | 52 | −4   |                                     |
| 2    | Hibernian       | 46   | 38 | 11 | 13 | 14 | 52 | 59 | −7   |                                     |
| 3    | Motherwell      | 43   | 38 | 10 | 13 | 15 | 56 | 59 | −3   |                                     |
| 4    | St. Johnstone   | 35   | 38 | 8  | 11 | 19 | 29 | 54 | −25  |                                     |
| 5    | Ross County (O) | 35   | 38 | 8  | 11 | 19 | 38 | 67 | −29  | Promoción por la permanencia        |
| 6    | Livingston (D)  | 25   | 38 | 5  | 10 | 23 | 29 | 70 | −41  | Descenso a la Scottish Championship |

Actualizado a los partidos jugados el 19 de mayo de 2024.
 Fuente: Soccerway
Criterios de clasificación: Puntos · Diferencia de goles · Goles a favor · Enfrentamientos directos · Diferencia de goles en enfrentamientos directos · Desempate por campeonato o descenso.

## Promoción por la permanencia
Los cuartos de final fueron disputados por los equipos ubicados en tercer y cuarto lugar en el Scottish Championship 2023-24. Los ganadores avanzaron a semifinales para enfrentarse al segundo clasificado de la segunda categoría. La final será disputada por el ganador de la semifinal y el equipo que ocupó el undécimo lugar en la Premiership. El ganador aseguró un lugar en la Scottish Premiership 2024-25.
|  | Cuartos de final | Cuartos de final | Cuartos de final | Cuartos de final | Cuartos de final |   |              | Semifinales  | Semifinales | Semifinales | Semifinales | Semifinales |   |  | Promoción | Promoción | Promoción | Promoción | Promoción |  |
|  |                  |                  |                  |                  |                  |   |              |              |             |             |             |             |   |  |           |           |           |           |           |  |
|  |                  |                  |                  |                  |                  |   |              |              |             |             |             |             |   |  |           |           |           |           |           |  |
|  | Partick Thistle  | Partick Thistle  | 2                | 2                | 4                |   |              |              |             |             |             |             |   |  |           |           |           |           |           |  |
|  | Partick Thistle  | Partick Thistle  | 2                | 2                | 4                |   |              |              |             |             |             |             |   |  |           |           |           |           |           |  |
|  | Airdrieonians    | Airdrieonians    | 2                | 1                | 3                |   |              |              |             |             |             |             |   |  |           |           |           |           |           |  |
|  | Airdrieonians    | Airdrieonians    | 2                | 1                | 3                |   | Raith Rovers | Raith Rovers | 2           | 1           | 3 (4)       |             |   |  |           |           |           |           |           |  |
|  |                  |                  |                  |                  |                  |   | Raith Rovers | Raith Rovers | 2           | 1           | 3 (4)       |             |   |  |           |           |           |           |           |  |
|  |                  |                  | Partick Thistle  | Partick Thistle  | 1                | 2 | 3 (3)        |              |             |             |             |             |   |  |           |           |           |           |           |  |
|  |                  |                  | Partick Thistle  | Partick Thistle  | 1                | 2 | 3 (3)        |              |             |             |             |             |   |  |           |           |           |           |           |  |
|  |                  |                  |                  |                  |                  |   |              |              |             |             |             |             |   |  |           |           |           |           |           |  |
|  |                  |                  |                  |                  |                  |   |              |              |             |             |             |             |   |  |           |           |           |           |           |  |
|  |                  |                  |                  |                  |                  |   |              |              | Ross County | Ross County | 2           | 4           | 6 |  |           |           |           |           |           |  |
|  |                  |                  |                  |                  |                  |   |              |              |             |             |             |             | 6 |  |           |           |           |           |           |  |
|  |                  |                  | Raith Rovers     | Raith Rovers     | 1                | 0 | 1            |              |             |             |             |             |   |  |           |           |           |           |           |  |
|  |                  |                  | Raith Rovers     | Raith Rovers     | 1                | 0 | 1            |              |             |             |             |             |   |  |           |           |           |           |           |  |
|  |                  |                  |                  |                  |                  |   |              |              |             |             |             |             |   |  |           |           |           |           |           |  |
|  |                  |                  |                  |                  |                  |   |              |              |             |             |             |             |   |  |           |           |           |           |           |  |
|  |                  |                  |                  |                  |                  |   |              |              |             |             |             |             |   |  |           |           |           |           |           |  |
|  |                  |                  |                  |                  |                  |   |              |              |             |             |             |             |   |  |           |           |           |           |           |  |
|  |                  |                  |                  |                  |                  |   |              |              |             |             |             |             |   |  |           |           |           |           |           |  |
|  |                  |                  |                  |                  |                  |   |              |              |             |             |             |             |   |  |           |           |           |           |           |  |
|  |                  |                  |                  |                  |                  |   |              |              |             |             |             |             |   |  |           |           |           |           |           |  |
|  |                  |                  |                  |                  |                  |   |              |              |             |             |             |             |   |  |           |           |           |           |           |  |
|  |                  |                  |                  |                  |                  |   |              |              |             |             |             |             |   |  |           |           |           |           |           |  |
|  |                  |                  |                  |                  |                  |   |              |              |             |             |             |             |   |  |           |           |           |           |           |  |

### Cuartos de final
| 7 de mayo de 2024 | Airdrieonians           | 2:2 (1:2) | Partick Thistle           | Excelsior Stadium, Airdrie                             |                                                        |
| 19:45             | Todorov 5' · McGill 50' | Reporte   | McBeth 29' · Robinson 45' | Asistencia: 3163 espectadores Árbitro(s): Grant Irvine | Asistencia: 3163 espectadores Árbitro(s): Grant Irvine |

| 10 de mayo de 2024 | Partick Thistle | 2:1 (1:0) (Global 4:3) | Airdrieonians | Firhill Stadium, Glasgow                               |                                                        |
| 19:45              | Graham 18', 47' | Reporte                | Lyall 55'     | Asistencia: 6531 espectadores Árbitro(s): Colin Steven | Asistencia: 6531 espectadores Árbitro(s): Colin Steven |

### Semifinal
| 14 de mayo de 2024 | Partick Thistle | 1:2 (0:2) | Raith Rovers            | Firhill Stadium, Glasgow                               |                                                        |
| 19:45              | Alston 73'      | Reporte   | Brown 22' · Vaughan 40' | Asistencia: 5497 espectadores Árbitro(s): Chris Graham | Asistencia: 5497 espectadores Árbitro(s): Chris Graham |

| 17 de mayo de 2024 | Raith Rovers                                 | 1:2 (1:2) (4:3 p.)(Global 3:3) | Partick Thistle                              | Stark's Park, Kirkcaldy                                 |                                                         |
| 19:45              | Matthews 30'                                 | Reporte                        | Alston 16', 45+1'                            | Asistencia: 6070 espectadores Árbitro(s): Steven McLean | Asistencia: 6070 espectadores Árbitro(s): Steven McLean |
|                    |                                              | Tiros desde el punto penal     |                                              |                                                         |                                                         |
|                    | Brown · Turner · Hamilton · Easton · Vaughan |                                | Stanway · McBeth · Graham · McMillan · Diack |                                                         |                                                         |

### Final
| 23 de mayo de 2024 | Raith Rovers | 1:2 (0:0) | Ross County              | Stark's Park, Kirkcaldy                               |                                                       |
| 20:00              | Stanton 82'  | Reporte   | Dhanda 53' · Baldwin 71' | Asistencia: 6216 espectadores Árbitro(s): John Beaton | Asistencia: 6216 espectadores Árbitro(s): John Beaton |

| 26 de mayo de 2024 | Ross County                             | 4:0 (1:0) (Global 6:1) | Raith Rovers | Victoria Park, Dingwall                                 |                                                         |
| 12:00              | Murray 19', 75' · White 47' · Khela 86' | Reporte                |              | Asistencia: 5797 espectadores Árbitro(s): Don Robertson | Asistencia: 5797 espectadores Árbitro(s): Don Robertson |

## Goleadores
- Actualizado al 19 de mayo de 2024[3]

| Pos. | Jugador            | Equipo              | Goles |
| ---- | ------------------ | ------------------- | ----- |
| 1    | Lawrence Shankland | Heart of Midlothian | 24    |
| 2    | Matt O'Riley       | Celtic              | 18    |
| 3    | James Tavernier    | Rangers             | 17    |
| 4    | Bojan Miovski      | Aberdeen            | 16    |
| 4    | Cyriel Dessers     | Rangers             | 16    |
| 6    | Thelonius Bair     | Motherwell          | 15    |
| 7    | Kyogo Furuhashi    | Celtic              | 14    |
| 7    | Simon Murray       | Ross County         | 14    |
| 9    | Abdallah Sima      | Rangers             | 11    |
| 10   | Luke McCowan       | Dundee              | 10    |
| 10   | Myziane Maolida    | Hibernian           | 10    |